# 서원팔교위
서원팔교위(西園八校尉)는 후한말에 십상시들이 세운 황실 경비병들을 이끈 여덟 교위를 의미한다. 우두머리는 십상시 중 한명이었던 상군교위 건석이었다.

## 명단
- 상군교위 건석
- 중군교위 원소
- 하군교위 포홍
- 전군교위 조조
- 좌교위 하모
- 우교위 순우경
- 조군좌교위 조융
- 조군우교위 풍방

(서열순으로 재배치)-2018.7.6일자

## 같이 보기
- 십상시
- 제하후조전
- 오자양장
- 오호대장군
- 사마팔달
- 건안칠자
- 팔건장
- 관중십장
- 수하팔부